# Medasina amelina
Medasina amelina är en fjärilsart som beskrevs av Eugen Wehrli 1941. Medasina amelina ingår i släktet Medasina och familjen mätare. Inga underarter finns listade i Catalogue of Life.